# Ольховская, Юлия Александровна
Ю́лия Алекса́ндровна Ольхо́вская (род. 27 мая 1985, Красноярск, Красноярский край, Россия) — российская журналистка, корреспондент «Первого канала».
Ранее занимала должности заведующей сибирским бюро «Первого канала» в г. Новосибирск (2010—2013), прибалтийским бюро в г. Рига (2013—2015), ближневосточным бюро в г. Тель-Авив (2015—2017), американским бюро в г. Вашингтон (2017—2022).

## Биография
Родилась 27 мая 1985 в Красноярске. Мать — Татьяна Александровна Яблочкина, по профессии — модельер-дизайнер одежды; отец — Александр Сергеевич Ольховский. Родители развелись, когда Юля была совсем маленькой.
Училась в средней школе № 146 города Красноярска. С детства хотела стать дизайнером одежды, но на окончательный выбор траектории дальнейшего обучения большое влияние оказала учитель русского языка и литературы Ирина Николаевна Шевченко. Юлия вспоминает (из интервью с ней): «Как-то нам задали написать сочинение на тему: „Кем я хочу стать?“. Я тогда написала, что хочу — как мама — стать дизайнером. Потом мы эти сочинения зачитывали в классе вслух. Когда я прочитала свое — Ирина Николаевна сказала что-то вроде „Хорошо. Но думаю, что ты все же сделаешь другой выбор“. Так и получилось. <…> Однажды я ехала в автобусе и увидела, как на городской площади корреспондентка местной телекомпании записывала „стендап“ (на журналистском сленге так называется момент, когда корреспондент с микрофоном появляется в кадре на несколько секунд, чтобы произнести в камеру какой-то текст по теме репортажа, таким образом, зритель видит „лицо“ репортажа — то есть его автора) на фоне митингующих людей. Я от природы любопытный человек и подумала, что здорово было бы попробовать себя в профессии журналиста».
В 2002 году она поступила в Красноярский государственный университет на специальность «Филология». Принимала участие в студенческих проектах, связанных с созданием различных репортажей о жизни университета. После 3 курса начала стажироваться в телекомпании ТВК (телевизионный вещательный канал города Красноярска). В 2007 году окончила Сибирский федеральный университет (в 2006 году Красноярский государственный университет вошёл в состав СФУ).
В 2006 году приглашена на работу в качестве корреспондента и редактора телекомпании ТВК. Закончила курсы телемастерства «Школы ТЭФИ», на которые была направлена от этой телекомпании.
В июне 2010 года Юлия перешла из телекомпании ТВК на «Первый канал» и сразу же уехала в Новосибирск, где работала заведующей сибирского бюро. О своей работе в то время говорит: «Мы объехали всю Сибирь, добрались даже до избушки отшельницы Агафьи Лыковой в глухой тайге».
В сентябре 2013 года возглавила прибалтийское бюро «Первого канала» в Риге.
В 2014—2015 — командировки на Украину в качестве корреспондента.
С октября 2015 по май 2017 года — руководитель ближневосточного бюро «Первого канала» в Израиле.
В 2017—2022 годах возглавляла американское бюро «Первого канала» в Вашингтоне.

## Награды
- Победитель конкурса на лучший телевизионный материал правоохранительной тематики, объявленный краевой общественной организацией «Ассоциация правовой прессы» и Главным управлением МВД России по Алтайскому краю (2011)[1]